# Cyrtandra oblongifolia
Cyrtandra oblongifolia är en tvåhjärtbladig växtart som först beskrevs av Carl Ludwig von Blume, och fick sitt nu gällande namn av George Bentham, Joseph Dalton Hooker och Charles Baron Clarke. Cyrtandra oblongifolia ingår i släktet Cyrtandra och familjen Gesneriaceae. Inga underarter finns listade i Catalogue of Life.